# Хор гомосексуалов Нью-Йорка
Хор гомосексуалов Нью-Йорка, NYCGMC  (англ. New York City Gay Men's Chorus) — хор гомосексуальных мужчин города Нью-Йорка. Основан в Нью-Йорке в 1980 году.

## История
Хор гомосексуалов Нью-Йорка был основан в августе 1980 года Эдом Уивером, который до переезда в Нью-Йорк был членом хора гомосексуалов Сан-Франциско. Первый сезон коллектива завершился концертом с оркестром «Риверсайдская симфония» в Элис-Талли-Холл в июне 1981 года, на котором в исполнении хора прозвучали новые песни и заново аранжированные произведения Леонарда Бернстайна, Джека Готтлиба, Келвина Хэмптона, Джона Мютера, Стивена Сондхейма и Глена Веккьоне.
В 1982 году NYCGMC стал одним из членов-учредителей Ассоциации хоров геев и лесбиянок, вместе со Стоунволлским хоралом, Женским хором Анна Крузис, Хором гомосексуалов Сан-Франциско и рядом других песенных коллективов. В следующем году NYCGMC стал хозяином «первого национального фестиваля хоров гомосексуалов», проведённого Ассоциацией хоров геев и лесбиянок в Элис-Талли-Холл. Кроме хора гомосексуалов Нью-Йорка, на фестивале были представлены хоровые коллективы гомосексуалов из Чикаго, Денвера, Лос-Анджелеса, Сиэтла, Вашингтона, Мэдисона, Анахайма и Нового Орлеана. Финальный концерт включал выступления нью-йоркских коллективов — Стоунволлского хорала и хора гомосексуалов Нью-Йорка. В исполнении последнего прозвучала мировая премьера сочинения «Только во сне» композитора Джона Дэвида Эрнста. Фестиваль завершился объединенным выступлением всех участников, на котором состоялись две мировые премьеры — песни «Все пели» Эрика Хельмута и кантаты «Кантата Уитмена» Неда Рорема. В 1984 году NYCGMC выступил на конференции Восточного отделения Американской ассоциации хормейстеров (ACDA). Это был первый случай, когда ACDA представила хор гомосексуалов на одной из своих конвенций.
В 1985 году NYCGMC участвовал на благотворительном концерте в помощь жертвам СПИДа «Лучший из лучших. Благотворительное шоу» в Метрополитен-опера. Хор продолжает регулярно выступать в пользу различных организаций и инициатив, в том числе поддерживает финансирование художественного образования в школах Нью-Йорка.
В 1985 году NYCGMC организовал ежегодный конкурс хоровой песни, первым победителем которого стали «Песни войны» Джона Бёрджа. В июле 1985 года музыкальный критик Бернард Холлэнд в одной из своих статей написал: «Создание гомосексуальных певческих коллективов в последние годы ведёт к чему-то большему, чем к простому повышению уровню культуры в обществе. В прошлом хорошая музыка для согласованных мужских голосов занимала крупных композиторов лишь незначительно, а восторженные исполнители, такие как хор гомосексуалов Нью-Йорка, обеспечивают популярность и вдохновение для [появления] новых сочинений». По состоянию на 2011 год в репертуаре NYCGMC значилось более 100 хоровых произведений, в том числе «Колядки шантаклера» Конрада Сузы (1981), «Слова из будущего» Стюарта Роли (1985), «Призыв и танец» Дэвида Конте (1987), «Юморески» Фрэнка Ферко (1987).

## Концертные туры
В 1988 году NYCGMC стал первым американским гомосексуальным певческим коллективом, который отправился на гастроли по Европе с выступлениями в Лондоне, Амстердаме, Кёльне и Париже. Полученные от концертов средства, хор переводил на счета организаций, борющихся со СПИДом в этих городах. В Лондоне концерт был организован актёром Иэном Маккелленом с участием известной певицы Эрты Китт.
В 1991 году NYCGMC снова отправился на гастроли по Европе для продвижения своего третьего альбома «Любовь животворит». Этот тур включал выступления в Лондоне, Амстердаме, Кёльне, Берлине, Мюнхене и Париже. И снова средства от выступлений были переданы хором местным благотворительным организациям для борьбы со СПИДом. В Лондоне ведущим концерта был Саймон Кэллоу. В Амстердаме NYCGMC дал концерт для нидерландского Национального фонда борьбы со СПИДом. В концерте «Друзья за жизнь» также участвовали сопрано Роберта Александра и группа Национальной полиции Нидерландов. Концерт был записан и транслировался по национальному телевидению.
В третий раз NYCGMC гастролировал по Европе в 1998 году, вместе с Мужским хором Сиэтла, посетив Барселону, Париж, Амстердам и Лондон. В дополнение к собственной программе в Амстердаме, хоры приняли участие в культурной части V гей-игр.
В июне 2014 года NYCGMC снова вернулся в Лондон, чтобы выступить с Хором гомосексуалов Лондона. Концерт состоялся на сцене Квин-Элизабет-Холла в районе Саутбэнк. Находясь в Лондоне, NYCGMC также выступил в посольстве США на приёме, устроенном послом Мэтью Барзаном. После выступления в Лондоне NYCGMC отправился в Дублин, где участвовал в Европейском ЛГБТ-хоровом фестивале «Разные голоса». Хор также выступил в посольстве США в Дублине и на сцене театра Борд-Гейс-Энерджи в концерте, средства от которого пошли на реализацию программы «Брачное равенство» в Ирландии.
В июле 2018 года NYCGMC выступил в Мехико с Хором гомосексуалов Мехико на сцене Городского театра Эсперанса Ирис в двух концертах под названием «Совместные сны». В концерте также участвовали Роберто Кабрал и танцевальная группа «Мехико де Колорес». Хоры также посетили город Пуэрто-Вальярта, где, вместе с Хором гомосексуалов Пуэрто-Вальярты, выступили на сцене местного театра.

## Хормейстеры
- Гари Миллер[англ.] с 1980 по 1998;
- Барри Оливер с 1998 по 2001;
- Джеффри Мейнард с 2001 по 2005;
- Гари Миллер и Кейси Дж. Хейс с 2005 по 2007;
- Чарльз Бил с 2007 по 2019.

## Альбомы
Хор записал восемь музыкальных альбомов. Первые два альбома были выпущены известным лейблом Pro Arte. Третий и четвертый были сделаны лейблом Virgin Classics. Шестой — лейблом DRG. Пятый, седьмой и восьмой альбомы были записаны хором самостоятельно.
- «Фестиваль песни» (англ. Festival of Song, 1984);
- «Нью-Йорк, Нью-Йорк» (англ. New York, New York, 1984);
- «Рождество приходит снова» (англ. Christmas Comes Anew, 1991);
- «Любовь животворит» (англ. Love Lives On, 1991);
- «Посмотри на радугу» (англ. Look to the Rainbow, 1998);
- «Песенник века геев» (англ. Gay Century Songbook, 2000);
- «Праздник к нам приходит в дом» (англ. Holiday Homecoming, 2002) — записан в прямом эфире в Карнеги-холл;
- «Классический репертуар Нью-Йоркского хора гомосексуалов» (англ. Classically NYCGMC, 2007).

## Совместные выступления
Хор выступал на концертах со многими известными певцами и музыкальными коллективами. Среди приглашённых артистов, с хором выступали Кароли Кармелло, Виктория Кларк, Барбара Кук, Алан Камминг, Мэрилин Хорн, Келли О’Хара, Роберта Питерс, Джоан Риверз, Сиа, Элейн Стритч, Стивен Сондхейм, Марта Уош, Брюс Виленч и Нью-Йоркский филармонический оркестр.